# Волгоградская агломерация
Волгогра́дская агломера́ция (также Волгоградско-Во́лжская) — городская агломерация на территории Волгоградской области с населением свыше 1,4 миллиона человек, что составляет 57,56 % населения Волгоградской области и 8,42 % населения Южного федерального округа, или 0,99 % населения Российской Федерации. Сформировалась вокруг центра Волгоградской области г. Волгограда.
В плане реализации генерального плана Волгограда на 2008—2025 годы волгоградская агломерация именуется также как «Градостроительная система „Большой Волгоград“».

## Состав Волгоградской агломерации
Согласно утверждённой в 2008 году «Стратегии социально-экономического развития Волгоградской области до 2025 года» в состав Волгоградской агломерации входят следующие городские округа и городские поселения: Волгоград, Волжский, Краснослободск, Городище, Светлый Яр, Средняя Ахтуба. В перспективе в состав агломерации войдут Дубовка и Ленинск.
| Населённый пункт                       | Вид НП                                 | Население на 1.01.2012 |
| -------------------------------------- | -------------------------------------- | ---------------------- |
| Волгоград                              | город                                  | 1 018 739              |
| Волжский                               | город                                  | 327 563                |
| Средняя Ахтуба                         | рабочий посёлок                        | 14 383                 |
| Краснослободск                         | город                                  | 17 369                 |
| Городище                               | рабочий посёлок                        | 21 642                 |
| Светлый Яр                             | рабочий посёлок                        | 12 798                 |
| Вся агломерация                        | Вся агломерация                        | 1 412 494              |
| Доля в населении Волгоградской области | Доля в населении Волгоградской области | 57,56 %                |

## Волгоградско-Волжская агломерация
В 2021 году была принята «Стратегия социально-экономического развития Волгоградской области до 2030 года», где было задекларировано формирование Волгоградско-Волжской агломерации, в состав которой в период до 2030 года предполагается вхождение 7 муниципальных образований региона: городских округов собственно Волгограда и Волжского, а также Городищенского, Дубовского, Ленинского, Светлоярского и Среднеахтубинского муниципальных районов.

## Экономическое развитие
Традиционными для региона являются такие отрасли промышленности как энергетика, металлургия и химическая промышленность, в АПК — овощеводство, бахчеводство, консервная и пищевая промышленность.
Волгоградская агломерация — это одна из четырёх зон опережающего развития в Волгоградской области. В её рамках предполагается выделить следующие основные кластеры: современный химический комплекс в южной промышленной зоне областного центра; транспортно-логистический узел, в который войдут скоростная автомобильная дорога «Обход г. Волгоград» и 4 логистических парка; Международный бизнес-центр на базе Волжского интермодального терминала и туристический центр в природном парке «Волго-Ахтубинская пойма».